# Nghiên cứu sử học về sự Kitô giáo hóa Đế quốc La Mã
Sự khuếch trướng của Kitô giáo từ gốc gác mơ hồ của nó vào khoảng năm 40, bấy giờ mới có ít hơn 1.000 tín đồ, thành tôn giáo lớn nhất của toàn bộ Đế quốc La Mã vào khoảng năm 350 CN, đã được khảo cứu dựa trên nhiều hướng nghiên cứu sử học khác nhau.
Cho tới những thập kỷ cuối của thế kỷ 20, rất nhiều chuyên gia vẫn chấp nhận giả thuyết sụp đổ của Edward Gibbon trong cuốn The History of the Decline and Fall of the Roman Empire, một tác phẩm sử học được xuất bản vào năm 1776. Gibbon cho rằng Pagan giáo vốn đã suy sụp kể từ thế kỷ thứ 2 và rốt cuộc bị trừ khử do chính sách áp đặt Kitô giáo theo kiểu từ-trên-xuống của Constantine, hoàng đế La Mã đầu tiên theo đạo Kitô, và các hoàng đế hậu thân vào thế kỷ thứ 4.

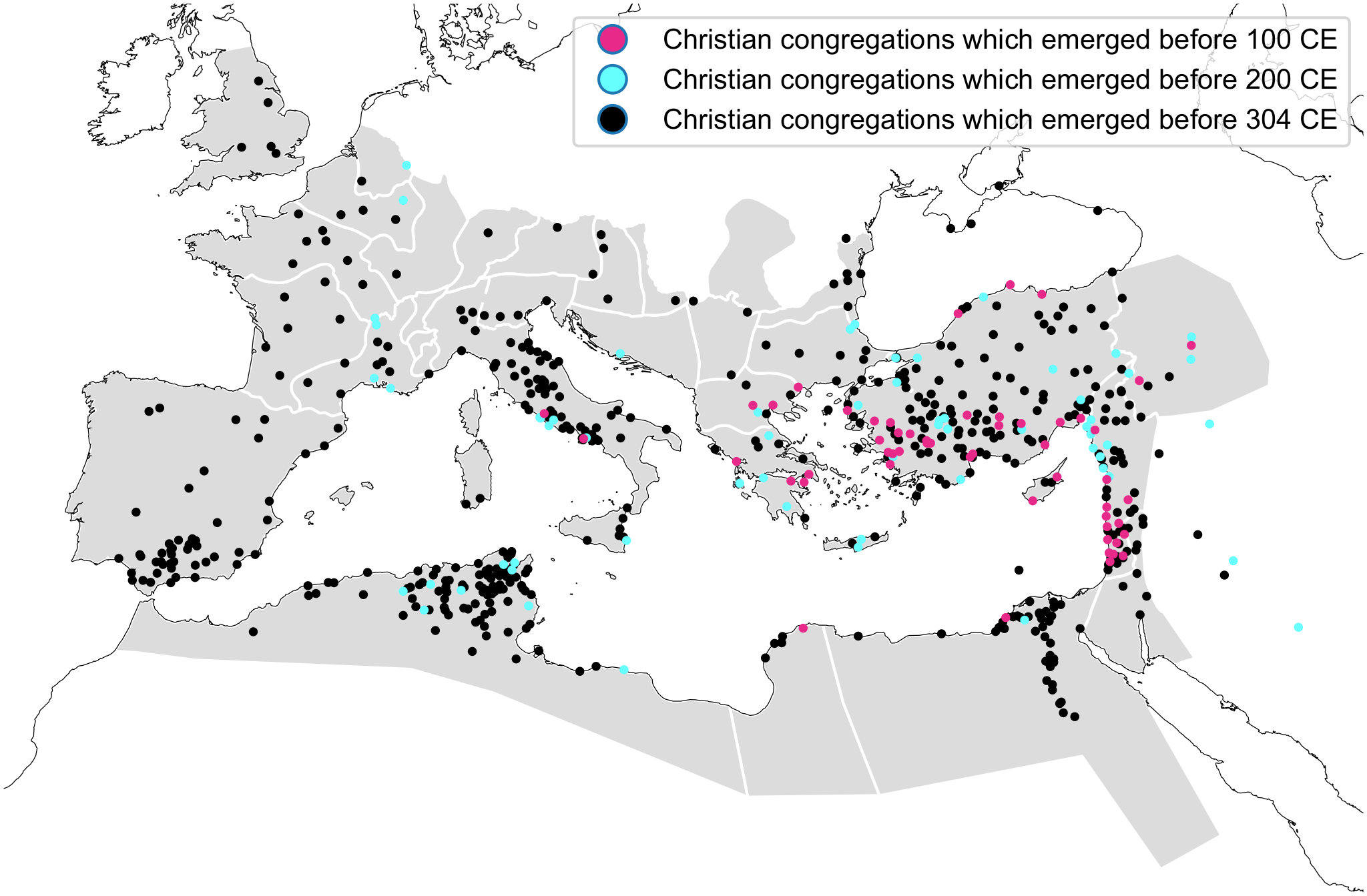
Bản đồ biểu diễn sự phân bố của các giáo đoàn Kitô bên trong lãnh thổ của Đế quốc La Mã vào ba thế kỷ Công nguyên đầu tiên

Trong suốt 200 năm, giả thuyết của Gibbon và các phiên bản cải thiện của nó — mô hình xung đột và mô hình lập pháp — đã đưa ra được một trình thuật quan trọng về quá trình này. Mô hình xung đột cho rằng Kitô giáo lớn mạnh trong sự xung đột với Pagan giáo, giành được chiến thắng chỉ khi các hoàng đế La Mã bắt đầu cải đạo Kitô và áp dụng quyền lực nhằm ép buộc nhân dân phải cải đạo theo. Mặt khác, mô hình lập pháp thì dựa trên Bộ luật Theodosian chế bản năm 438.
Vào cuối thế kỷ 20 và đầu thế kỷ 21, các khám phá mới về văn liệu cùng các nghiên cứu mới trong ngành khảo cổ và tiền tệ học, bên cạnh các lĩnh vực mới nổi như xã hội học và nhân học, kết hợp với mô hình tính toán hiện đại, đã đánh đổ phần lớn cách hiểu cũ về chủ đề này. Theo các giả thuyết hiện đại, Kitô giáo bén rễ vào thế kỷ thứ 3, trước thời Constantine; Pagan giáo phải tới tận thế kỷ thứ 4 mới lụi tàn; và quyền lập pháp thực chất không có ảnh hưởng mấy cho đến đời Justinian I (trị 527-565). Vào thế kỷ 21, mô hình xung đột không còn trọng lượng nữa, trong khi mô hình cơ sở lại trở nên thời thượng.
Các học thuyết khác lại dựa trên các giả thiết về tâm lý học hoặc tiến hóa của chọn lọc văn hóa, theo đó thì nhiều học giả thế kỷ 21 khẳng định rằng các mô hình xã hội học như thuyết mạng lưới và sự khuếch tán phát kiến cho ta cái nhìn rõ ràng nhất về sự biến chuyển xã hội. Ngành xã hội học cho rằng đạo Kitô đã lan rộng theo chiều từ-dưới-lên; sở dĩ vì nó bao gồm các tập tục và ý tưởng như từ thiện, chủ nghĩa quân bình, tính dễ tiếp cận và một thông điệp rõ ràng, thu hút được các tầng lớp nhân dân. Hiệu ứng của sự biến chuyển tôn giáo này vẫn đang bị tranh cãi.

## Lịch sử

### Về nghiên cứu sử học

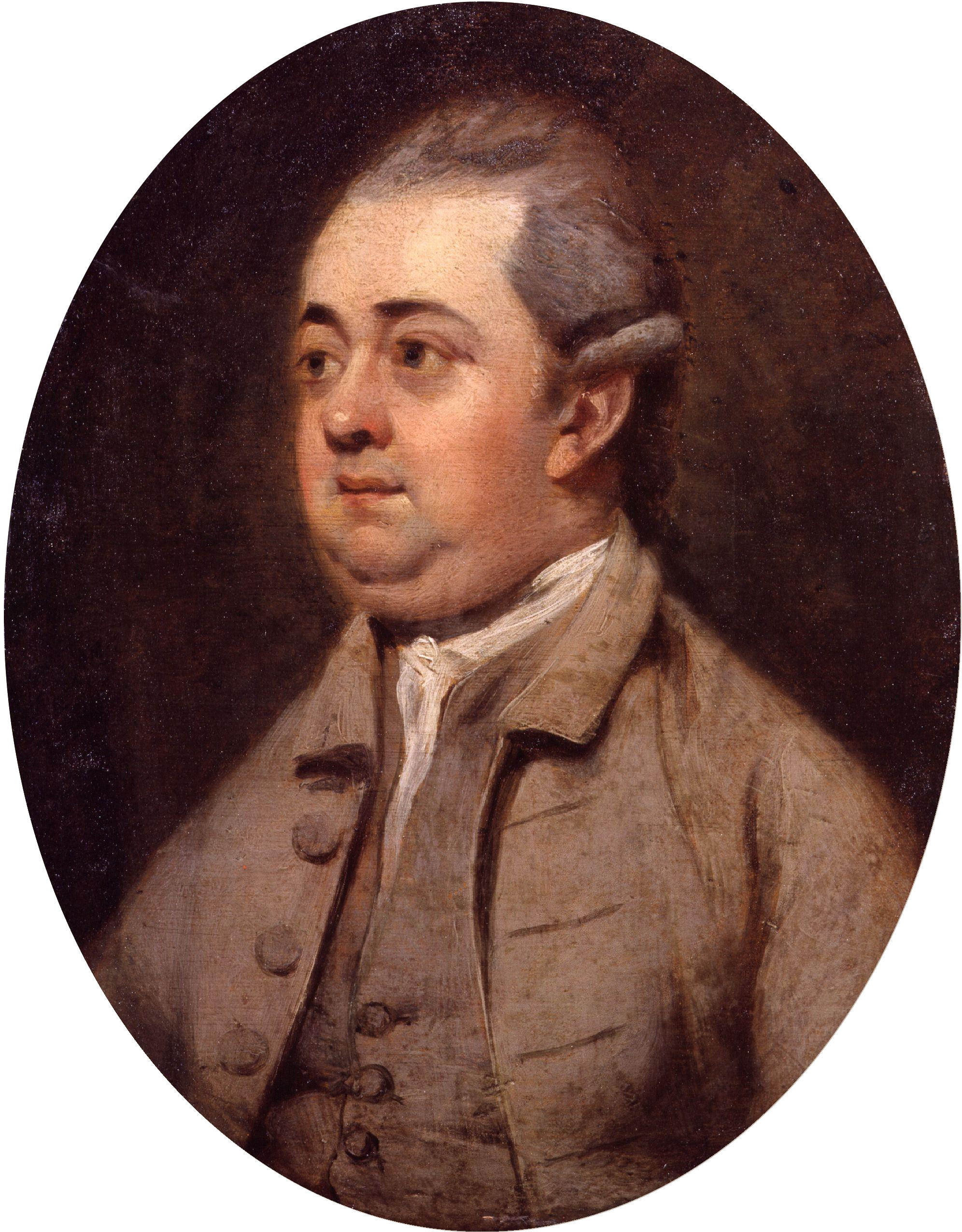
Sử gia người Anh Edward Gibbon, tác giả cuốn The History of the Decline and Fall of the Roman Empire

Theo quan điểm cũ, Pagan giáo — tức đa thần giáo Hy-La truyền thống đô thị — bên trong Đế quốc La Mã thường được coi là đã bắt đầu lụi tàn từ thế kỷ thứ 2 hoặc 1 TCN, bị gián đoạn bởi một đợt 'Phục Hưng' đời Augustus (trị 27 TCN – 14 CN). Người ta từng cho rằng tục thờ phụng hoàng đế La Mã, 'các giáo phái đông phương' và đạo Kitô là triệu chứng của cái quá trình suy sụp dần dần đó. Đạo Kitô nổi lên như một phong trào tôn giáo lớn ở Đế quốc La Mã, các vương quốc tây di, các quốc gia lân bang, cũng như một số khu vực thuộc Đế quốc Ba Tư và Sassanid.
Trình thuật chính về sự trỗi dậy của đạo Kitô, trong suốt 200 năm kể từ năm 1776, được trích xuất chủ yếu từ tác phẩm Decline and Fall của  Edward Gibbon. Gibbon đánh giá Constantine là một vị hoàng đế với "tham vọng vô hạn" và một sự khao khát danh vọng mãnh liệt; ông ta muốn áp đặt đạo Kitô lên phần còn lại của đế quốc như một nước cờ chính trị, bất cần đạo lý, để đạt được "trong vòng ít hơn một thế kỷ, cuộc chinh phục cuối cùng Đế quốc La Mã". Phải tới năm 1936 thì một số học giả như Arnaldo Momigliano mới đặt nghi vấn về quan điểm này.
Năm 1953, nhà sử học nghệ thuật Alois Riegl đưa ra quan điểm độc đáo đầu tiên, cho rằng chưa từng tồn tại một sự khác biệt về chất lượng của nghệ thuật và chưa từng có một giai đoạn suy thoái cuối thời kỳ Cổ điển. Năm 1975, khái niệm "lịch sử" được mở rộng để bao gồm các nguồn nằm ngoài trình thuật cổ đại và các văn liệu cổ điển. Bằng chứng sử học giờ đây bao trùm cả các lĩnh vực khác như văn bản pháp luật, kinh tế học, lịch sử tư tưởng, tiền xu, bia mộ, kiến trúc, khảo cổ học, v.v. Vào những năm 1980, các giả thuyết tổng hợp bằng chứng mới bắt đầu được đề ra. Một phần tư cuối của thế kỷ 20, ngành nghiên cứu này đã đạt được những tiến độ đáng kể.

### Tôn giáo La Mã

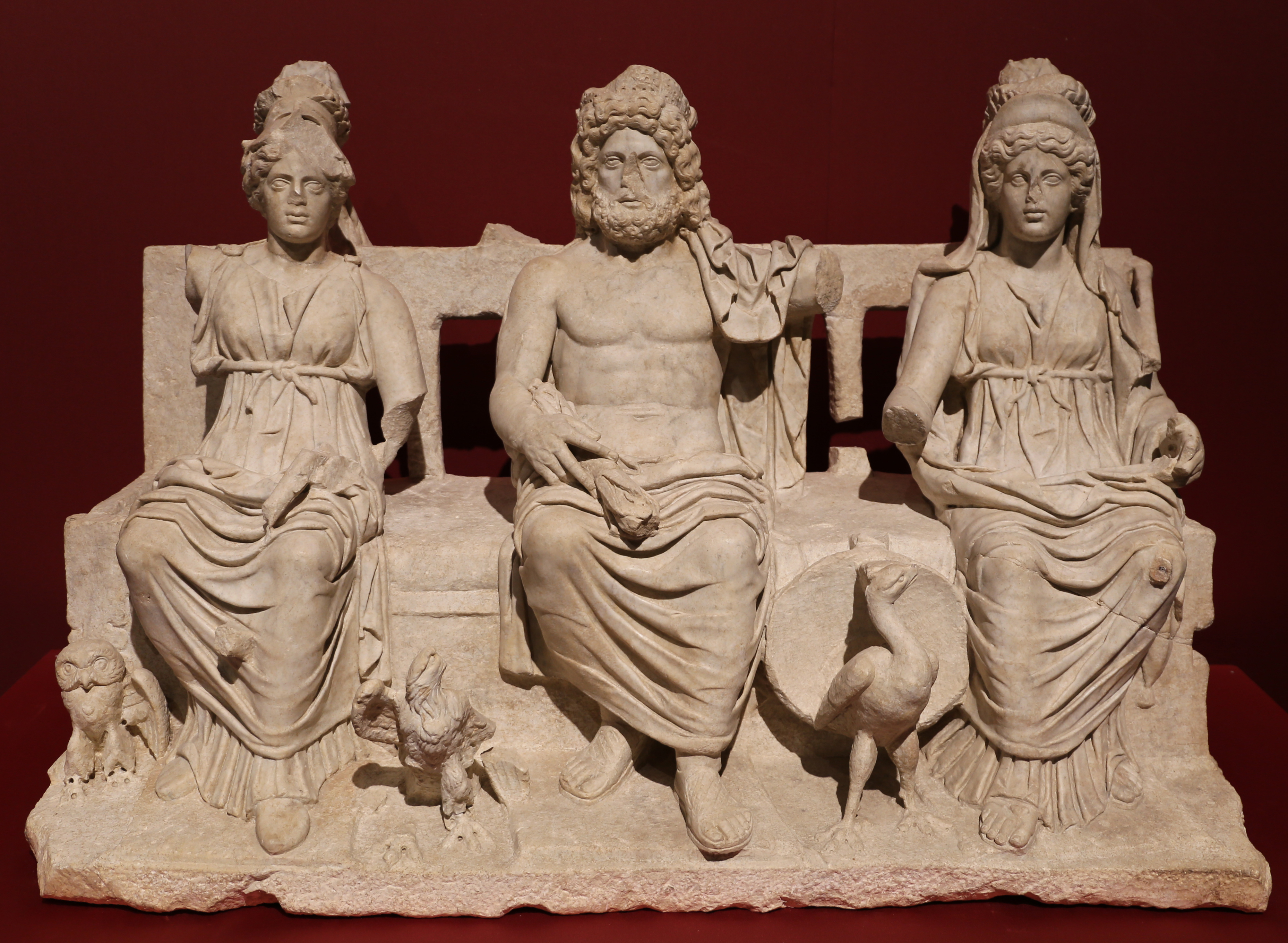
Ba Đấng Capitoline, tác phẩm điêu khắc thế kỷ thứ hai minh họa Minerva, Jupiter và Juno

Tôn giáo ở Hy-La cổ đại khác biệt rất nhiều so với tôn giáo hiện đại. Ở Đế quốc La Mã thuở sớm, tôn giáo mang tính chất đa thần và cục bộ. Nó không chú trọng vào cá nhân, mà tập trung vào lợi ích của thành phố: nó là một tôn giáo dân sự mà trong đó nghi lễ là dạng thờ phụng chính. Chính trị và tôn giáo ở Hy-La hòa lẫn với nhau, và các nghi lễ công chúng được cử hành bởi các quan chức công cộng. Sự tôn kính đối với tục lệ tổ tiên là một phần rất quan trọng trong tín ngưỡng và thực hành đa thần giáo; thành viên trong xã hội địa phương được kỳ vọng tham gia vào các nghi lễ công cộng.